# Notodiaptomus lobifer
Notodiaptomus lobifer is een eenoogkreeftjessoort uit de familie van de Diaptomidae. De wetenschappelijke naam van de soort is voor het eerst geldig gepubliceerd in 1927 door Pesta.